# امگا اکس
امگا اکس (کره‌ای: 오메가엑스؛ انگلیسی: Omega X) گروه پسرانه اهل کره جنوبی است که در سال ۲۰۲۱ شکل گرفت. این گروه متشکل از یازده عضو است: جه‌هان، هی‌چان، سه‌بین، هان‌گیوم، ته‌دونگ، شن، جه‌هیون، کوین، جونگ‌هون، هیوک و یه‌چان است.

## اعضا
برگرفته از پروفایل اعضا در ناور و وبگاه رسمی.
- جه‌هان (재한) - لیدر
- هی‌چان (휘찬)
- سه‌بین (세빈)
- هان‌گیوم (한겸)
- ته‌دونگ (태동)
- شن (젠)
- جه‌هیون (제현)
- کوین (케빈)
- جونگ‌هون (정훈)
- هیوک (혁)
- یه‌چان (예찬)